# Bandeira de Jaguaribe
A bandeira de Jaguaribe é um dos símbolos oficiais do município de Jaguaribe, estado do Ceará.

## Descrição
Uma variante da bandeira não apresenta o cantão amarelo, desse modo, o quadriátero branco, que possui a mesma altura das primeiras três faixas, ou seja, uma larga azul, uma estreita  amarela e uma larga verde, não possui uma borda amarela em toda sua extensão.